# Chamaeleo dilepis
Chamaeleo dilepis este o specie de cameleon din genul Chamaeleo, familia Chamaeleonidae, ordinul Squamata, descrisă de Leach 1819. A fost clasificată de IUCN ca specie cu risc scăzut.

## Subspecii
Această specie cuprinde următoarele subspecii:
- C. d. dilepis
- C. d. idjwiensis
- C. d. isabellinus
- C. d. martensi
- C. d. petersii